# James Fenton

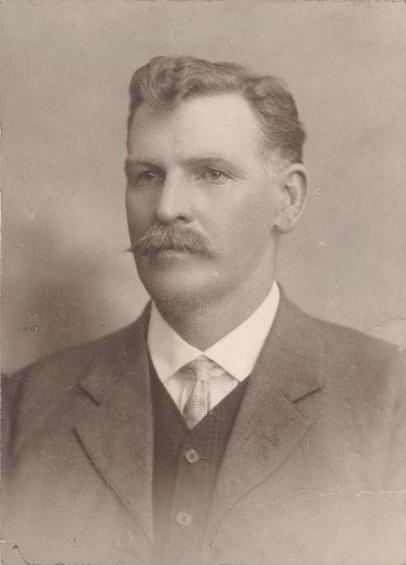
James Fenton, foto sem data

James Edward Fenton CMG (4 de fevereiro de 1864 – 2 de dezembro de 1950) foi um político australiano. Ele é notável por ter sido nomeado ministro por dois governos de diferentes quadrantes políticos, mas renunciou a ambos os governos por questões de princípio. A sua primeira renúncia perdeu-se na história, já que veio com a sua deserção política, enquanto não houve deserção com a sua segunda renúncia. Ele também actuou como primeiro-ministro da Austrália por vários meses no início dos anos 1930.